# Geen probleem!
Geen probleem! is een Nederlands-Vlaamse komische dramaserie.
Vanaf 7 september 2011 werd het programma door de VPRO op Nederland 3 uitgezonden en vanaf 2 oktober 2011 door de VRT op Canvas. De omroepen vroegen Wim Helsen met een idee hiervoor te komen en deze vroeg daar Theo Maassen en Stefaan Van Brabandt bij. De drie zijn naast de schrijvers van de serie ook de hoofdrolspelers.

## Verhaal
Drie kameraden komen wekelijks samen nadat een van hen een zelfmoordpoging gedaan heeft. Hun gesprekken gaan over van alles en ze vieren ook hun frustraties op elkaar bot.

## Rolverdeling
| Acteur               | Personage      |
| -------------------- | -------------- |
| Theo Maassen         | Peter "Peer"   |
| Wim Helsen           | Herman         |
| Stefaan Van Brabandt | Koen "Koentje" |

## Ontvangst
In Nederland had de serie te kampen met kijkcijfers die zo ver onder het gemiddelde van het avondtijdvak op Nederland 3 liggen, dat de VPRO heeft besloten om deze cijfers te laten analyseren door Stichting KijkOnderzoek. Als blijkt dat Geen probleem! op een ander net betere kijkcijfers gehaald zou hebben, dan is het de bedoeling de serie in de zomer op de desbetreffende zender te herhalen.
Ook in Vlaanderen werd de serie matig ontvangen. Naar aanleiding van de tegenvallende kijkcijfers van de eerste twee afleveringen werd Geen probleem! verplaatst van primetime naar de late avond.

## Trivia
- Aan het einde van iedere aflevering speelt het begin van het nummer Ik wil alleen maar zwemmen van Spinvis.